# Hodětín
Hodětín település Csehországban, a Tábori járásban. Hodětín Žimutice, Hodonice, Zálší, Sudoměřice u Bechyně, Komárov, Záhoří, Březnice és Hartmanice településekkel határos. Lakosainak száma 95 fő (2024. január 1.).

## Népesség
A település lakosságának változását az alábbi diagram mutatja:
| Lakosok száma | 475  | 426  | 420  | 255  | 169  | 89   | 95   | 98   | 97   | 95   |
|               | 1869 | 1890 | 1921 | 1950 | 1980 | 2001 | 2017 | 2019 | 2022 | 2024 |